# Sinclair ZX Spectrum +3
Sinclair ZX SPECTRUM +3 (ZX SPECTRUM +3) је био кућни рачунар фирме Синклер (Sinclair) који је почео да се производи у Уједињеном Краљевству од 1987. године.
Користио је Zilog Z80 A као микропроцесор. РАМ меморија рачунара је имала капацитет од 128 kb (8 x 16k). 
Као оперативни систем кориштен је +3DOS.

## Детаљни подаци
Детаљнији подаци о рачунару ZX SPECTRUM +3 су дати у табели испод.
|                       |                                                                        |
| [ 1 ]                 |                                                                        |
| Произвођач            | Синклер                                                                |
| Тип                   | кућни рачунар                                                          |
| Меморија              | 128 (8 x 16k)                                                          |
| Поријекло             | Уједињено Краљевство                                                   |
| Година                | 1987                                                                   |
| Тастатура             | тастатура са пуним помаком тастера, QWERTY, 58 тастера, тастери смјера |
| Процесор              |                                                                        |
| Фреквенција процесора | 3,5469                                                                 |
| RAM                   | 128 (8 x 16k)                                                          |
| ROM                   | 64 (4 x 16k)                                                           |
| Текст                 | 32 x 24                                                                |
| Графика               | 256 x 192                                                              |
| Боја                  | 8 са два тона свака (нормална и свијетла)                              |
| Звук                  | 3 канала, 8 октава (Yamaha AY-3-8912)                                  |
| Димензије             | 440 x 174 x 50 / 1,65                                                  |
| Портови               |                                                                        |
| Оперативни систем     |                                                                        |